# Kościół św. Kazimierza Królewicza w Krakowie (ul. Reformacka)

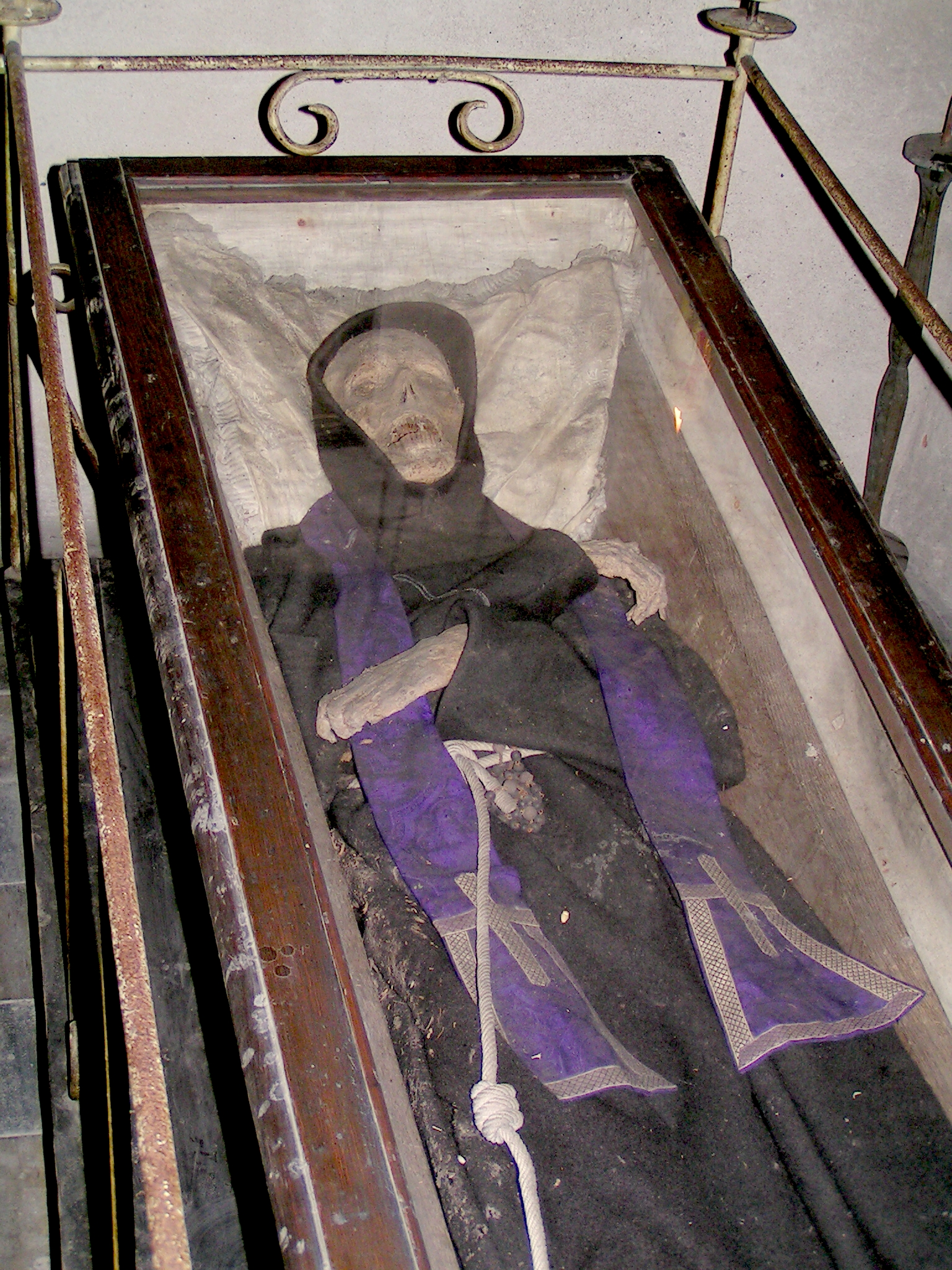
Katakumby – trumna ze zwłokami O. Sebastiana Wolickiego

Kościół św. Kazimierza Królewicza – zabytkowy rzymskokatolicki kościół konwentualny wraz z klasztorem reformatów znajdujący się w Krakowie, w dzielnicy I Stare Miasto przy ul. Reformackiej 2–4, na Starym Mieście.

## Historia
Reformaci przybyli do Polski w 1622, w Krakowie na przedmieściu Garbary osiedlili się w 1625. Kościół ukończono w 1640 dzięki ofiarności Zuzanny Amendówny, która przekazała w testamencie z 1644 także zachowany do dziś w ołtarzu bocznym słynący cudami obraz Madonny. Ten pierwszy kościół Reformatów spłonął w czasie potopu szwedzkiego.
W 1658 zakonnicy osiedlili się przy dzisiejszej ulicy Reformackiej w dworku podarowanym im przez Stanisława Warszyckiego kasztelana krakowskiego. W 1666 biskup sufragan Mikołaj Oborski poświęcił kamień węgielny pod obecną świątynię. Głównym dobroczyńcą kościoła i klasztoru był Franciszek Szembek starosta biecki i kasztelan kamieniecki. Konsekracji nowej barokowej świątyni dokonał w 1672 także bp Mikołaj Oborski.

## Architektura, wyposażenie
W szczycie fasady trzy płytkie półkoliście zamknięte wnęki z barokowymi płaskorzeźbami świętych: Kazimierza królewicza, Antoniego i Piotra Alkantary. We wnętrzu kościoła późnobarokowe ołtarze pochodzące z lat 1745–1748. W ołtarzu głównym zgodnie z regułą zakonu reformatów umieszczany jest zawsze krucyfiks. Patron kościoła św. Kazimierz ma swój wizerunek w bocznym ołtarzu (pierwszym po lewej stronie) obraz ten powstał najprawdopodobniej w latach 1660–1670 i uważany jest za dzieło gdańskiego malarza Daniela Schultza. W latach późniejszych nad obrazami do ołtarzy bocznych pracowali: Michał Stachowicz malując wizerunek św. Katarzyny Aleksandryjskiej w 1800 oraz Wojciech Eljasz-Radzikowski w 1842 malując Wizję św.Antoniego oraz wizerunek św. Piotra z Alkantary. Malowidła na sklepieniu kościoła pochodzą z 1904 i są dziełem Aleksandra Mroczkowskiego.
W 1901 roku po prawej stronie nawy dobudowano kaplicę. W ołtarzu umieszczono najstarszy, zachowany jeszcze z pierwszego kościoła, obraz Pana Jezusa Miłosiernego.

## Dzwonek
Na ścianie klasztoru zachował się dzwonek za konających (takimi dzwonkami dzwoniono, kiedy umierał ktoś bliski), zawieszony na drewnianej konstrukcji nakrytej daszkiem. Poniżej tablica z czarnego marmuru odnosząca się do fundacji dzwonka w 1750.

## Krypty
W podziemiach kościoła znajdują się krypty w których pochowani są zmarli od 1672 r. W kryptach pochowano tysiąc osób – zakonników oraz osoby świeckie. W podziemiach znajduje się około 60 trumien. Kilka trumien przykrytych jest szklanymi wiekami zamontowanymi w latach 70. XX wieku.

## Stacje drogi krzyżowej
Parcela po przeciwnej stronie ulicy Reformackiej przekazana zakonowi w 1735 używana była jako cmentarz. Mur oddzielający ten teren od ulicy został wzniesiony w 1863. Dzisiaj pozostały tutaj stacje drogi krzyżowej w formie kapliczek z głębokimi wnękami na obrazy. Obrazy Męki Pańskiej malował Michał Stachowicz w latach 1814–1816. Między stacjami wmurowane są tablice epitafijne z czarnego marmuru. Wśród nich jest tablica Małgorzaty z Kobylickich Stachowiczowej (zm. 1822), żony wspomnianego malarza Michała Stachowicza.

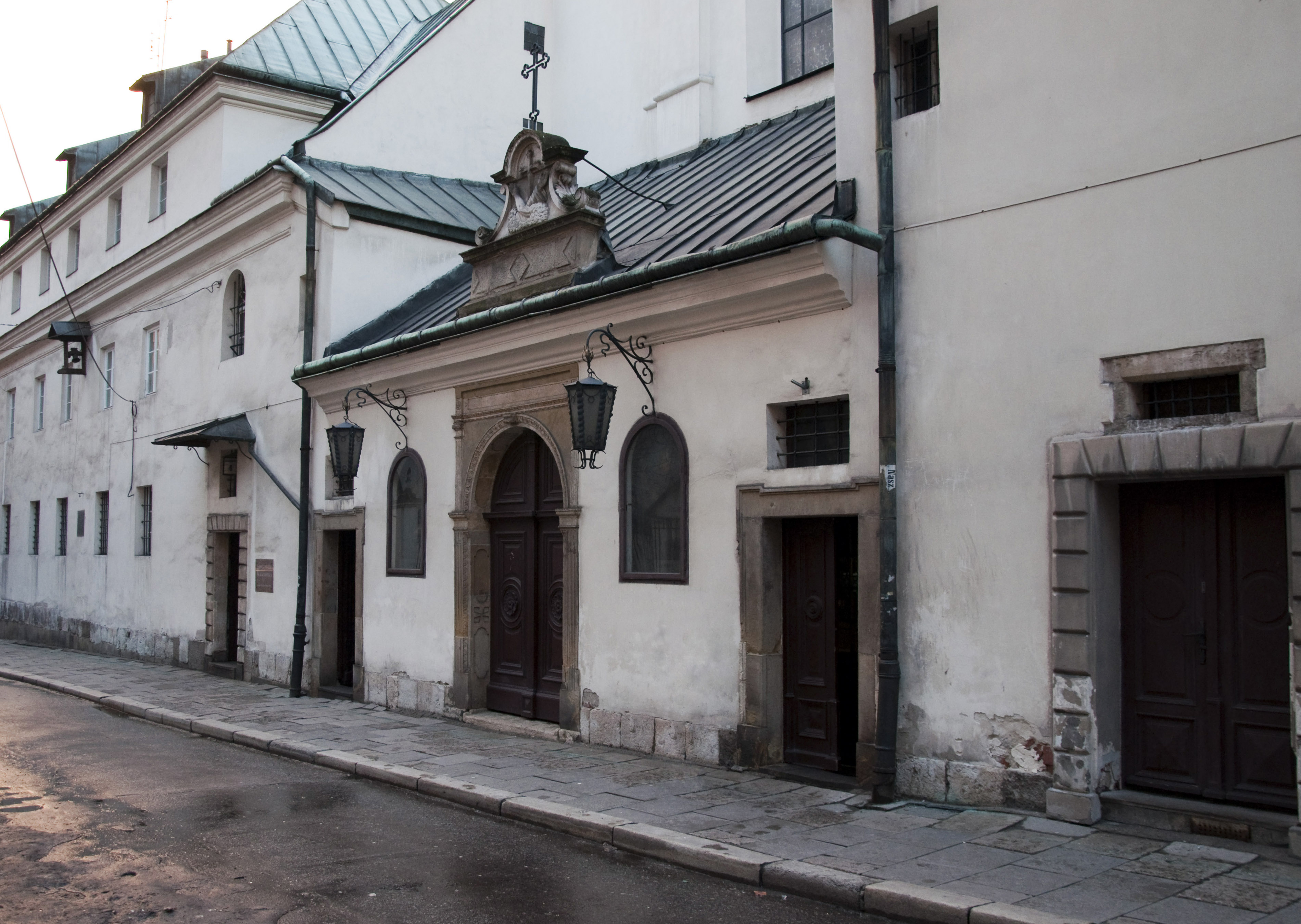
Wejście do kościoła
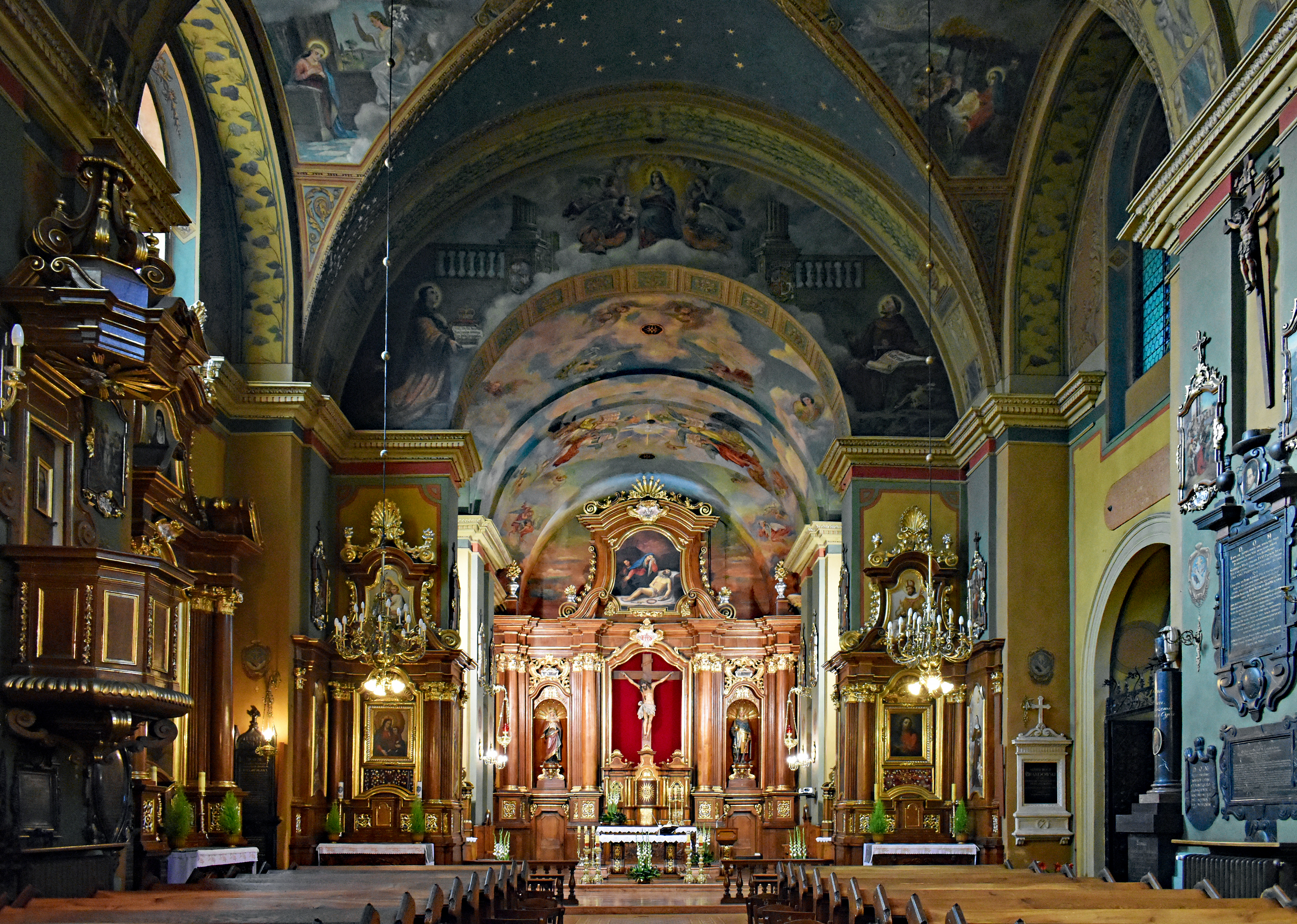
Wnętrze
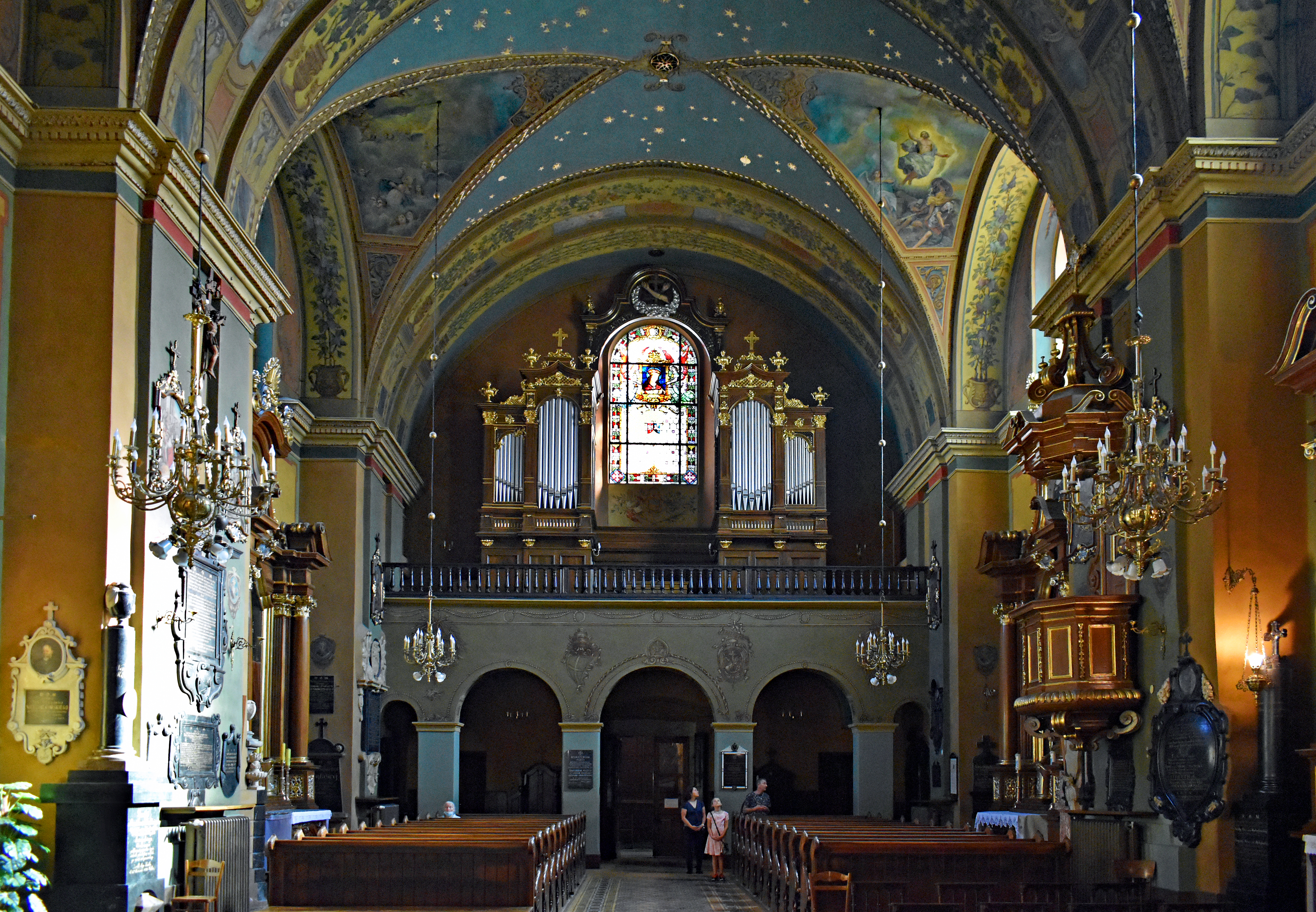
Wnętrze widziane od strony ołtarza głównego
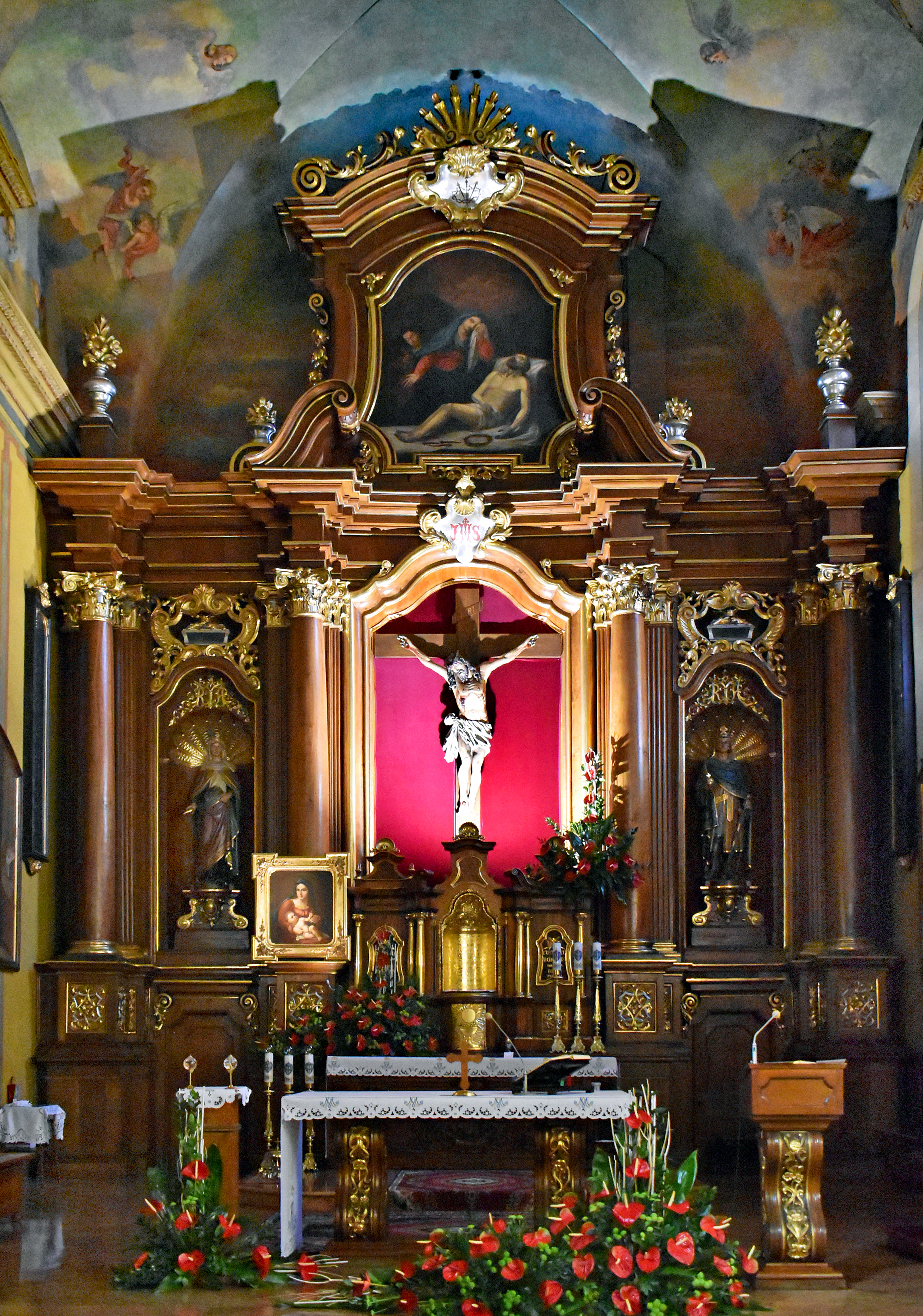
Główny ołtarz
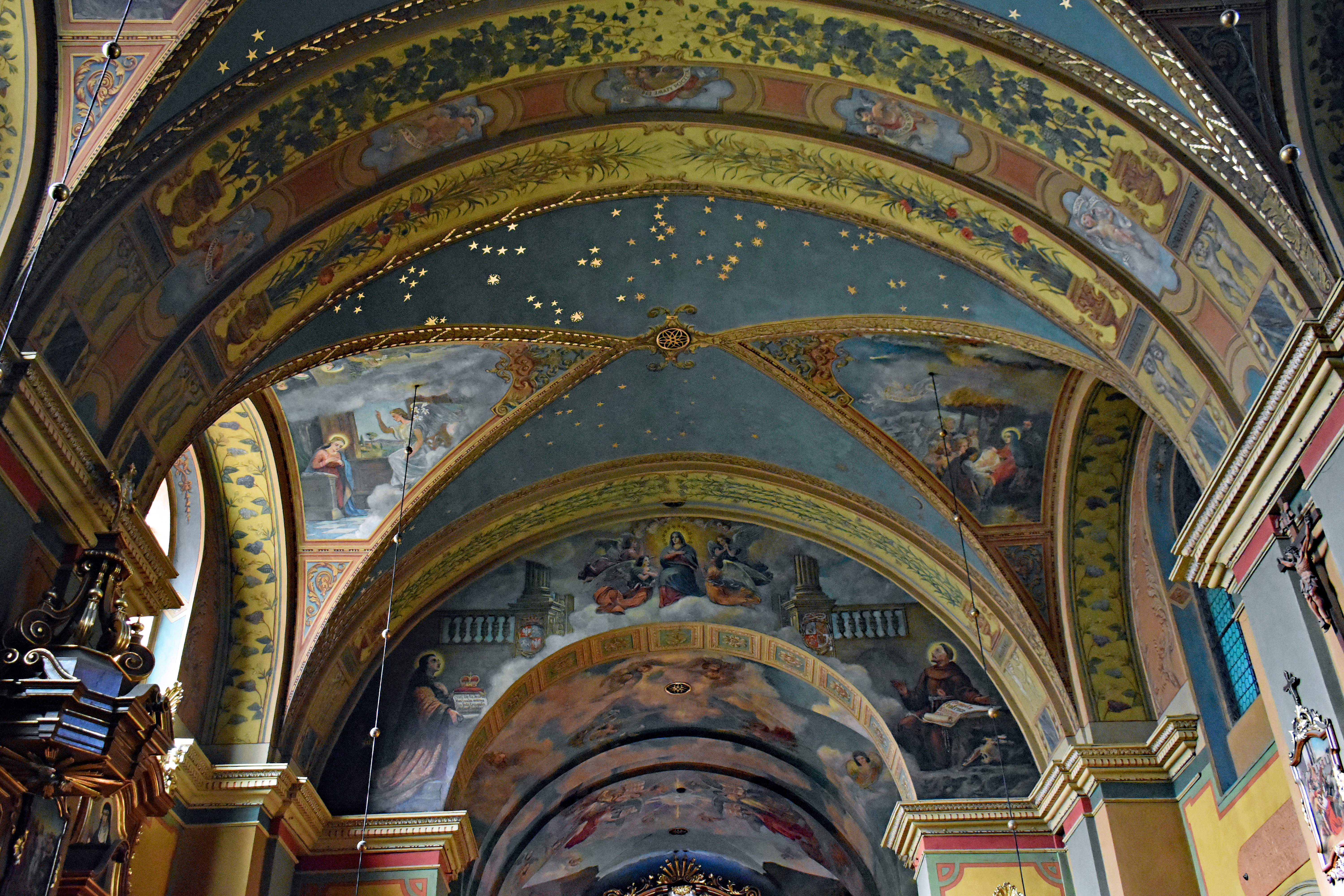
Polichromie na sklepieniu wykonane przez Aleksandra Mroczkowskiego w 1904 roku
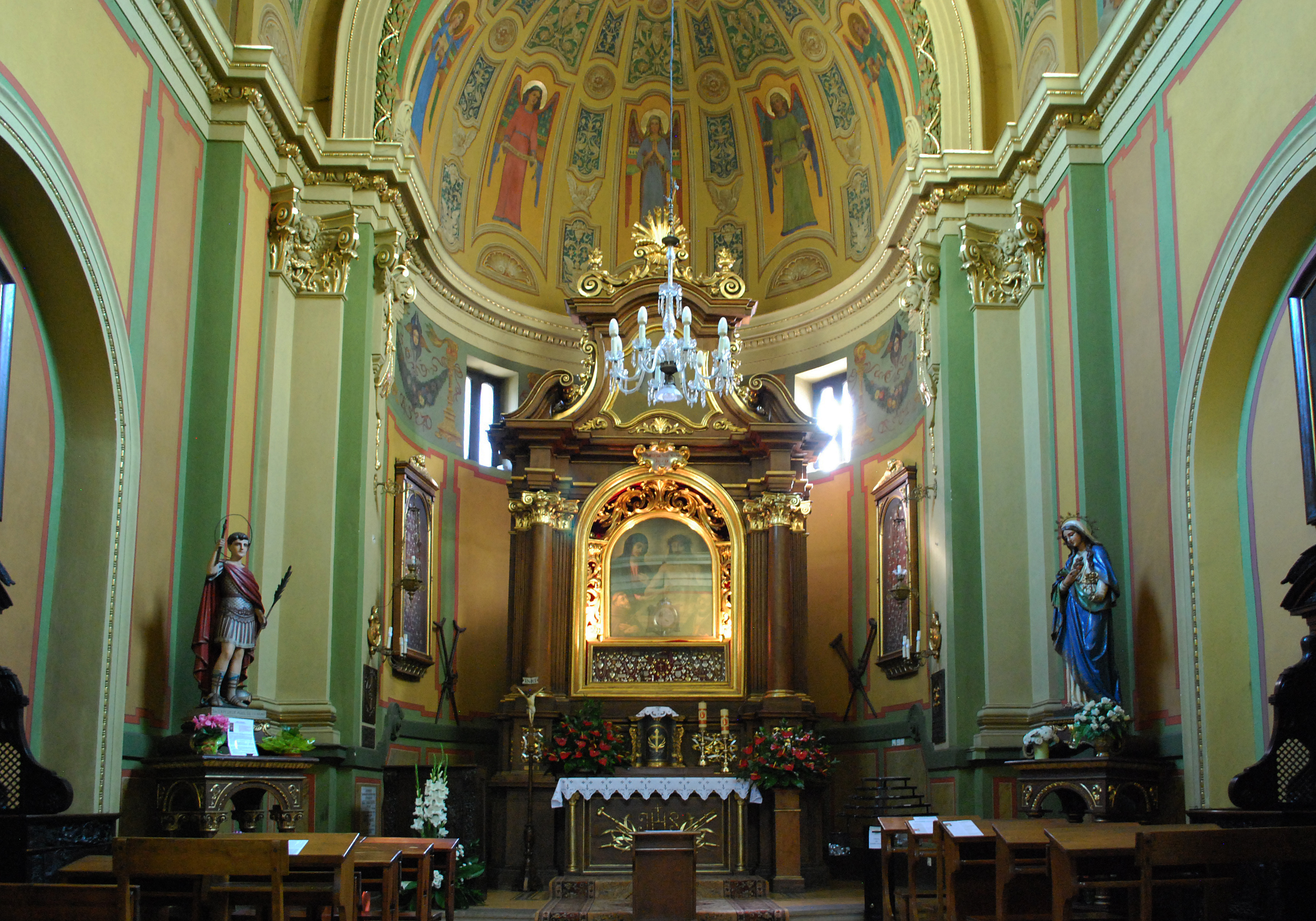
Kaplica Pana Jezusa Miłosiernego
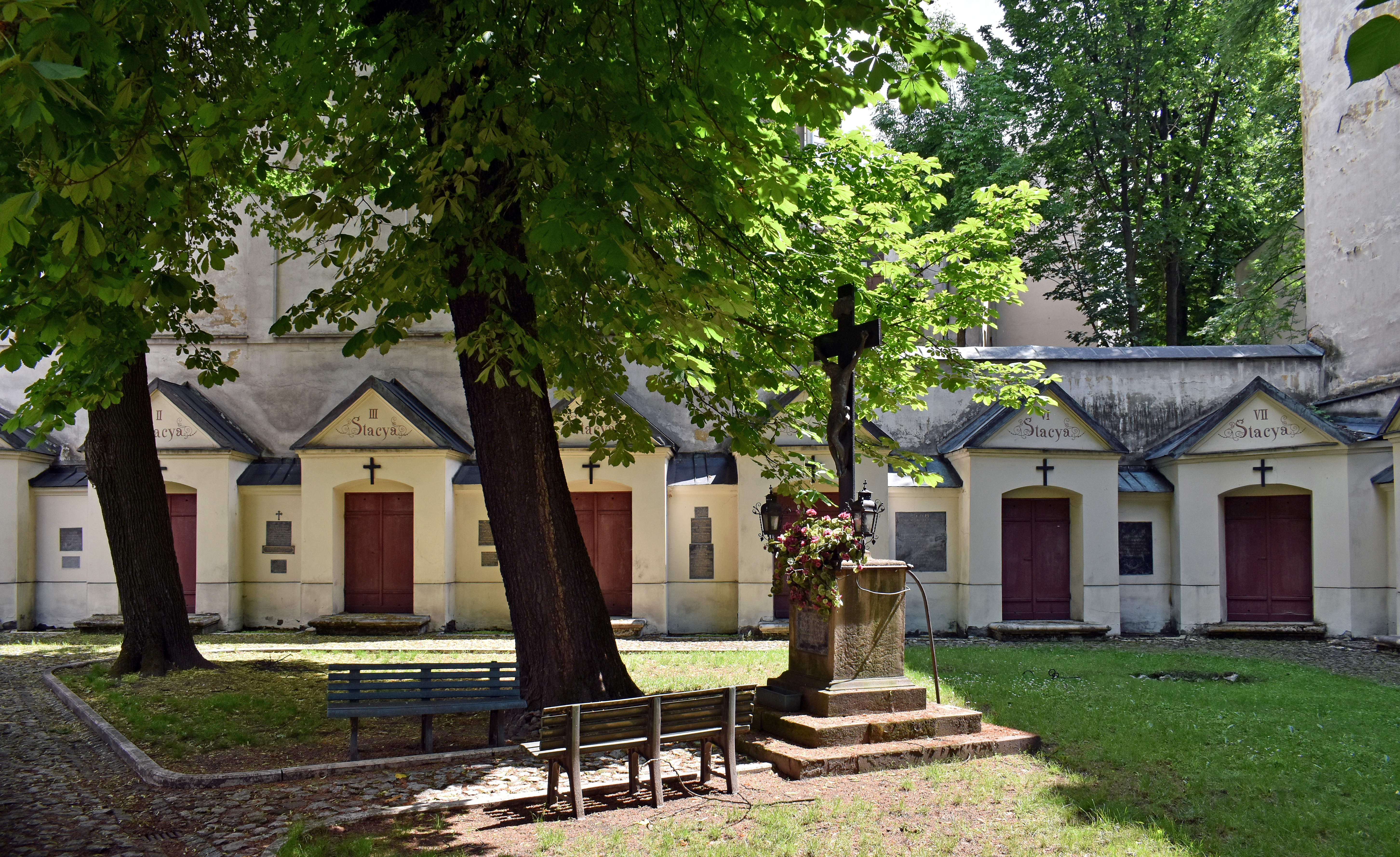
Stacje drogi krzyżowej